# Ventura (Los Hermanos)
Ventura è il terzo album della band carioca dei Los Hermanos, pubblicato nel 2003. È stato il primo lavoro di una band brasiliana da mettere a disposizione - illegalmente -. Su Internet prima della sua uscita ufficiale
Si è ritenuto dalla edizione brasiliana della rivista Rolling Stone come uno dei 100 album più importanti della musica brasiliana.
L'album segna la ripresa timida del successo commerciale della band. Lentamente e con scarso supporto radio, Ventura è stato certificato disco d'oro dalla Associazione Brasiliana di Record Produttori (50 000 copie).
Al momento della produzione di Ventura, nonostante la tensione tra la band e la sua etichetta, Abril Musica (causata in parte dal fatto che la label praticamente ignorato il precedente album, Bloco do Eu Sozinho), il contratto è stato mantenuto. Ma quando l'album era pronto per essere consegnato, il gruppo è stato sorpreso con il fallimento di Abril Musica alla fine del 2002. Los Hermanos ricevuto offerte da etichette indipendenti, come la Trama e Deckdisc, tuttavia, la band assicurato un contratto con la BMG, che ha acquistato parte di il catalogo e ha portato la band come loro artista, al fianco di band come Capital Inicial e Titãs.

## Formazione
- Marcelo Camelo - voce, chitarra
- Rodrigo Amarante - voce, chitarra
- Rodrigo Barba - batteria
- Bruno Medina - tastiera
- Alexandre Kassin - produttore

## Tracce
1. "Samba a Dois" (Marcelo Camelo) – 3:17
2. "O Vencedor" (M. Camelo) – 3:20
3. "Tá Bom" (M. Camelo) – 2:18
4. "Último Romance" (Rodrigo Amarante) – 4:25
5. "Do Sétimo Andar" (R. Amarante) – 3:46
6. "A Outra" (M. Camelo) – 3:35
7. "Cara Estranho" (M. Camelo) – 3:25
8. "O Velho e o Moço" (R. Amarante) – 4:03
9. "Além do Que Se Vê" (M. Camelo) – 3:50
10. "O Pouco Que Sobrou" (M. Camelo) – 3:03
11. "Conversa de Botas Batidas" (M. Camelo) – 4:00
12. "Deixa o Verão" (R. Amarante) – 2:39
13. "Do Lado de Dentro" (M. Camelo) – 2:43
14. "Um Par" (R. Amarante) – 2:57
15. "De Onde Vem a Calma" (M. Camelo) – 4:10